# Розп'яття святого Петра (Караваджо)
«Розп'яття святого Петра» — картина Караваджо, написана 1601 року для капели Черазі церкви Санта-Марія-дель-Пополо в Римі разом з «Наверненням Савла дорогою в Дамаск» (1601). Зображує мучеництво святого Петра, який добровільно вибрав розп'яття вниз головою, оскільки вважав себе негідним прийняти ту саму смерть, що й Ісус Христос. Троє катів, облич яких не видно, намагаються перевернути хрест з літнім, але міцним апостолом, наче тяжкість злочину вже лежить на них.
Обидві роботи Караваджо разом з вівтарною картиною Аннібале Карраччі «Піднесення Діви Марії» замовив для каплиці 1600 року монсеньйор Тіберіо Черазі, який невдовзі помер. Початкові версії обох картин були відхилені й опинилися в приватній колекції кардинала Джакомо Саннессіо, який, на думку деяких мистецтвознавців, міг скористатися раптовою смертю Черазі, щоб заволодіти картинами найвідомішого римського художника. Першу версію «Розп'яття святого Петра» вважають утраченою, хоча були спроби ідентифікувати її як «Мучеництво святого Петра» із зібрання Державного Ермітажу, яке нині приписують одному з послідовників Караваджо Леонелло Спаді. Другі версії картин, з більш нетрадиційною композицією, розпорядники майна Черазі прийняті без зауважень 1601 року.
Картини Караваджо в Санта-Марія-дель-Пополо символізували відданість Риму і самого Черазі святим апостолам Петру і Павлу, зображуючи великі контрреформаційні теми навернення та мучеництва для протидії наростанню загроз відступництва і протестантизму. Можливо, на вибір теми картин вплинули фрески Мікеланджело з капели Паоліна Апостольського палацу у Ватикані, хоча сцена розп'яття, зображена Караваджо, відрізняється значно більшою суворістю та реалізмом.
Картину показано у фіналі серіалу Ріплі, де вона відображає переживання головного героя. 